# Wilhelm Mangels
Wilhelm Mangels (* 14. Januar 1928 in Münster; † 11. Januar 1983 in Mainz) war ein Kommunalpolitiker der CDU und hauptamtlicher Bürgermeister der Stadt und der Verbandsgemeinde Montabaur, Kreisstadt des Westerwaldkreises in Rheinland-Pfalz.
Nachdem er 1948 das Abitur abgelegt hatte, wandte er sich der Verwaltungslehre zu und wurde Anfang der 1960er Jahre Dozent an der Verwaltungsschule in Münster/Westfalen.
Das Amt des Bürgermeisters der Stadt Montabaur trat er als 36-Jähriger am 1. Februar 1964 an und wurde damit der Nachfolger von Bürgermeister Robert Kraulich (CDU). Im Jahr 1972 wurde die Verbandsgemeinde Montabaur, mit 24 Ortsgemeinden die größte in Rheinland-Pfalz, neu geschaffen. Zu deren Bürgermeister wurde er ebenfalls gewählt. Die Ämter des Stadtbürgermeisters und des Bürgermeisters der Verbandsgemeinde übte er in Personalunion aus. Während seiner Amtszeit wurden in Montabaur der Konrad-Adenauer-Platz als Stadtzentrum mit Tiefgarage, Geschäftspassagen und Schusterjungenbrunnen der Künstlerin Edith Peres-Lethmate aus Koblenz gestaltet, das „Haus Mons Tabor“ als Stadthalle und Soldatenheim gebaut, das Rathaus der Verbandsgemeinde am Konrad-Adenauer-Platz in architektonischer Verbindung mit dem neugotischen städtischen Rathaus errichtet sowie die Sanierung und Umgestaltung der Altstadt mit Großem Markt, Kleinem Markt und Fußgängerzone begonnen.
Er war Vorsitzender des Gemeinde- und Städtebundes Rheinland-Pfalz, Vizepräsident des Deutschen Städte- und Gemeindebundes und gehörte dem Rundfunkrat des Südwestfunks Baden-Baden an.
Im Januar 1983 verstarb Mangels während eines Neujahrsempfangs beim rheinland-pfälzischen Ministerpräsidenten in Mainz an einem Herzinfarkt.
Die als Voraussetzung zur Schaffung der Fußgängerzone in Montabaur gebaute, sogenannte innerstädtische Umgehung, trägt inzwischen den Namen Wilhelm-Mangels-Straße.